# 新潟県議会
新潟県議会（にいがたけんぎかい）は、新潟県の県議会である。

## 概要

### 定数
- 定数：53

### 議長・副議長
- 議長：青柳正司[1]
- 副議長：笠原義宗[1]

なお、新潟県議会には議長公舎（1982年完成、2階建て、延べ床面積約280平方メートル、敷地約1千平方メートル）があるが、2021年2月22日の各党会派の代表者会議で現議長の退任後に議長公舎は廃止されることになった。

### 会派
| 会派名       | 議員数 | 所属議員の党派別内訳                           | 所属議員 | 女性議員数 | 女性議員の比率（%） | 備考                                                                   |
| ------------ | ------ | ---------------------------------------------- | --- | ---------- | ------------------- | ---------------------------------------------------------------------- |
| 自由民主党   | 32     | 自由民主党                                     | 荒木法子、沢野亮、深見太朗、栗原学、小鍛冶就也、大矢弘光、田村要介、吉田孝志、森田幸衛、堀勝重、飯野晋、河原井拓也、小山大志、中川隆一、高見美加、与口善之、斎京四郎、中村康司、松原良道、笠原義宗、高橋直揮、青柳正司、小島義徳、皆川雄二、楡井辰雄、佐藤純、岩村良一、尾身孝昭、柄沢正三、小野峯生、帆苅謙治、石井修 | 2          | 6.25%               |                                                                        |
| 公明党       | 2      | 公明党                                         | 市村浩二、安沢峰子 | 1          | 50%                 |                                                                        |
| 真政にいがた | 3      | 無所属                                         | 柴山唯、八木清美、渡辺和光 | 2          | 66.6%               | 全議員が連合新潟推薦。                                                 |
| 未来にいがた | 9      | 社会民主党4・立憲民主党3・国民民主党1・無党派1 | 社会民主党：樋口秀敏（推薦）・笠原晴彦（推薦）・諏佐武史（推薦）・牧田正樹（推薦）、立憲民主党：土田竜吾（推薦）・小林誠・大渕健、国民民主党：上杉知之、無党派：小島晋 | 0          | 0%                  | 無党派を除く括弧書きが無い議員は政党の公認候補、全議員が連合新潟推薦。 |
| リベラル新潟 | 6      | 無所属                                         | 北啓、大平一貴、小泉勝、杉井旬、重川隆広、片野猛 | 0          | 0%                  | 全議員が連合新潟推薦。                                                 |
| 無所属       | 1      | 日本共産党1                                    | 馬場秀幸（日本共産党推薦） | 0          | 0%                  |                                                                        |
| 合計         | 53     |                                                | | 5          | 9.43%               |                                                                        |

### 事務局
- 議会事務局
  - 総務課
  - 議事調査課
    - 議会図書室

### 所在地
- 所在地：新潟市中央区新光町4-1

### 任期
- 任期満了：2027年4月29日

## 議員報酬等
| 役職   | 議員報酬         | 政務活動費                                           |
| ------ | ---------------- | ---------------------------------------------------- |
| 議長   | 月額 100万8000円 | 会派一人当たり／月額 6万6000円 個人／月額 26万4000円 |
| 副議長 | 月額 88万2000円  | 会派一人当たり／月額 6万6000円 個人／月額 26万4000円 |
| 議員   | 月額 80万7000円  | 会派一人当たり／月額 6万6000円 個人／月額 26万4000円 |

- 別途、年2回期末手当あり
- 政務活動費の残金は県に返還する義務がある
- 議員年金は2011年（平成23年）6月1日で廃止されている

## 各選挙区の定数・区域
- 新潟市北区選挙区（2）新潟市北区
- 新潟市東区選挙区（2）新潟市東区
- 新潟市中央区選挙区（3）新潟市中央区
- 新潟市江南区選挙区（1）新潟市江南区
- 新潟市秋葉区選挙区（2）新潟市秋葉区
- 新潟市南区選挙区（1）新潟市南区
- 新潟市西区選挙区（3）新潟市西区
- 新潟市西蒲区選挙区（1）新潟市西蒲区
- 長岡市三島郡選挙区（6）長岡市、三島郡出雲崎町
- 上越市選挙区（5）上越市
- 三条市選挙区（2）三条市
- 柏崎市刈羽郡選挙区（2）柏崎市、刈羽郡刈羽村
- 新発田市北蒲原郡選挙区（3）新発田市、北蒲原郡聖籠町
- 小千谷市選挙区（1）小千谷市
- 加茂市南蒲原郡選挙区（1）加茂市、南蒲原郡田上町
- 十日町市中魚沼郡選挙区（2）十日町市、中魚沼郡津南町
- 見附市選挙区（1）見附市
- 村上市岩船郡選挙区（2）村上市、岩船郡関川村、粟島浦村
- 燕市西蒲原郡選挙区（2）燕市、西蒲原郡弥彦村
- 糸魚川市選挙区（1）糸魚川市
- 妙高市選挙区（1）妙高市
- 五泉市東蒲原郡選挙区（2）五泉市、東蒲原郡阿賀町
- 阿賀野市選挙区（1）阿賀野市
- 佐渡市選挙区（2）佐渡市
- 魚沼市選挙区（1）魚沼市
- 南魚沼市南魚沼郡選挙区（2）南魚沼市、南魚沼郡湯沢町
- 胎内市選挙区（1）胎内市

## 出身者

### 国会議員（現職）

#### 立憲民主党
- 梅谷守 - 衆議院議員
- 西村智奈美 - 厚生労働副大臣（野田第1次改造内閣・野田第2次改造内閣・野田第3次改造内閣）、外務大臣政務官（鳩山由紀夫内閣・菅直人内閣）、衆議院議員、立憲民主党代表代行（第3代）、立憲民主党幹事長（第2代）

#### 自由民主党
- 小林一大 - 参議院議員

### 首長
- 中原八一 - 新潟市長（第35・36代）、国土交通大臣政務官（第2次安倍内閣）、参議院議員

### 国会議員（元職）
- 岩村卯一郎 - 衆議院議員（1期）
- 金子恵美 - 衆議院議員（2期）、新潟市議会議員（1期）
- 風間直樹 - 外務大臣政務官（野田第3次改造内閣）、参議院議員（2期）
- 木島喜兵衛 - 衆議院議員（6期）
- 近藤正道 - 参議院議員（1期）
- 近藤元次 - 第16代農林水産大臣、衆議院議員（6期）
- 桜井新 - 第30代環境庁長官、参議院議員（1期）、衆議院議員（6期）
- 佐藤隆 - 第11代農林水産大臣、衆議院議員（6期）、参議院議員（2期）
- 白沢三郎 - 衆議院議員（1期）
- 高鳥修 - 第47代経済企画庁長官、第5代総務庁長官、衆議院議員（11期）
- 高橋清一郎 - 郵政政務次官（第2次佐藤第1次改造内閣）、衆議院議員（5期）
- 長谷川信 - 第51代法務大臣、参議院議員（3期）
- 吉川芳男 - 第68代労働大臣、参議院議員（3期）
- 吉田六左ェ門 - 国土交通大臣政務官（第1次安倍内閣）、総務大臣政務官（第1次小泉第1次改造内閣）、衆議院議員（3期）

### その他議員経験者
- 上村憲司 - 第86代副議長[1]、津南町長（2期）
- 種村芳正 - 第82代議長[1]
- 広井忠男 - 第72代副議長[1]
- 松栄俊三 - 議員、相川町長、相川町議会議員、佐渡汽船会長
- 吉沢真澄 - 議員（1期）、白根市長（2期）
- 澤野修 - 第96代議長[1]、津川町長（2期）